# Tritagonist

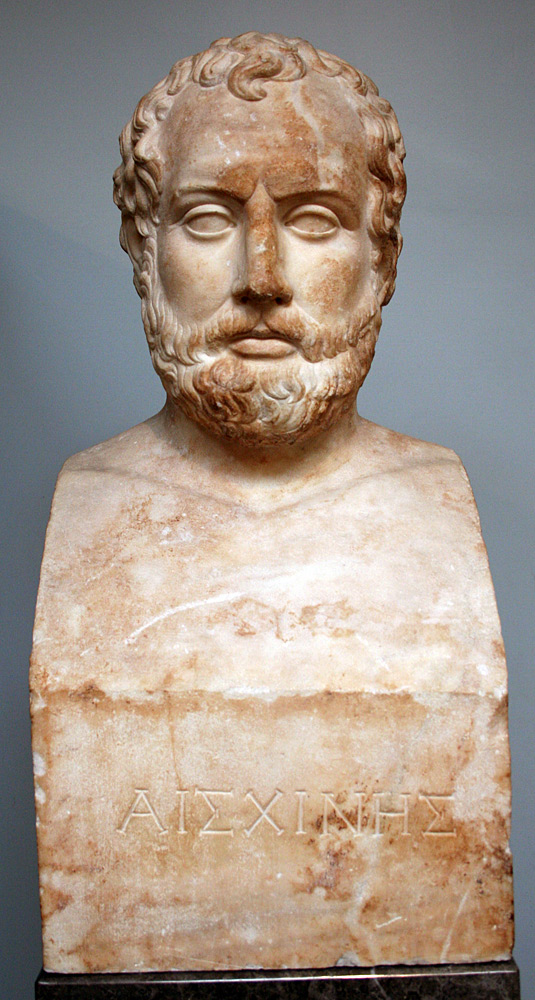
Aeschines, een Griekse redenaar heeft de rol van tritagonist gespeeld.

De tritagonist (van het Grieks tritagonistes; derde acteur) is de aanduiding voor het personage dat in een verhaal de op twee na belangrijkste rol speelt; na de protagonist en de deuteragonist.
De tritagonist vindt zijn oorsprong in het Oud-Griekse drama. Aanvankelijk bestonden deze dramastukken uit slechts 1 belangrijk personage (de protagonist) en voor de rest een koor van achtergrondpersonages. Na de invoer van de deuteragonist, die volgens Aristoteles (in zijn Poetica) bedacht was door toneelschrijver Aischylos, werd al snel het concept van de tritagonist geïntroduceerd. In stukken met maar 2 acteurs had de deuteragonist altijd de rol van de tegenstander van de protagonist. Door een derde karakter te introduceren kon deze die rol overnemen, en kon de deuteragonist voor de verandering een bondgenoot van de protagonist worden of een derde partij in het verhaal spelen. Op die manier kon de protagonist voortaan zijn gevoelens of gedachtegangen kenbaar maken aan een personage op het toneel zelf. De tritagonist was in deze dramastukken het enige personage naast de protagonist en deuteragonist dat een uitgewerkt karakter had.
Opmerkelijke Griekse acteurs die de rol van tritagonist vervulden, waren Aeschines, die in stukken van Demosthenes speelde, en Myniscus, die als tritagonist diende voor toneelstukken van Aischylos.
In de meeste vormen van Grieks theater was het gebruikelijk dat de tritagonist het theater aan de linkerzijde betrad.